# Corrado Scivoletto
Corrado Scivoletto (Modica, 13 luglio 1930 – Treviso, 29 ottobre 2009) è stato un prefetto e funzionario italiano.

## Biografia
A lungo capo di gabinetto, nel 1980 è viceprefetto di Bologna.
Nel 1981, nominato Prefetto della Repubblica, diviene titolare della Prefettura di Treviso. Ricopre l'incarico fino al 1988, quando viene trasferito, nel medesimo incarico, a Catania.
Dal 1991 al 1994 è Prefetto di Venezia.
Dal 17 gennaio 1995 al 17 maggio 1996 è sottosegretario di stato al Ministero dell'Interno, per il Governo Dini.
Nel 2000 è commissario straordinario del Comune di Venezia, a seguito delle dimissioni del sindaco Massimo Cacciari.
Scivoletto muore a Treviso, dove era giunto nel 1962, all'età di 79 anni.